# The voice of Holland (seizoen 3)
Het derde seizoen van The voice of Holland, een Nederlandse talentenjacht, werd van 24 augustus 2012 tot en met 14 december 2012 uitgezonden door RTL 4. De presentatie lag ook dit seizoen weer in handen van Martijn Krabbé en Wendy van Dijk. Wel heeft er bij de coaches een wisseling plaatsgevonden. Naast Roel van Velzen, Nick & Simon en Marco Borsato was het dit seizoen Trijntje Oosterhuis, die de stoel van Angela Groothuizen heeft overgenomen.

## Jury en presentatie
Al tijdens het tweede seizoen werd bekendgemaakt dat Coach Groothuizen niet terug zou keren als een van de vier coaches. Het was immers al bekend dat Groothuizen al niet de eerste keus was en dat ze eigenlijk haar plek tijdens het tweede seizoen al had moeten afstaan, maar omdat Jeroen van der Boom al wegging mocht Groothuizen blijven; de producers wilden niet twee juryleden verliezen. Lang werd er gespeculeerd wie Groothuizen zou gaan vervangen, maar het publiek zag het liefst Trijntje Oosterhuis de lege jurystoel. Oosterhuis, die al was benaderd voor het eerste seizoen waarvoor ze toen bedankte, werd in januari 2012 gepresenteerd als het nieuwe jurylid.
Martijn Krabbé en Wendy van Dijk bleven net als seizoen 2 aan als presentatoren. Winston Gerschtanowitz zou net als in de twee voorgaande seizoen als backstage presentator aanwezig zijn. Gerschtanowitz zou ook exclusieve filmpjes opnemen, om kandidaten te vertellen dat ze door waren naar de blind auditions.

## Selectieproces

### The Blind Auditions
Tijdens de eerste liveshow van het tweede seizoen, 2 december 2011, maakte presentator Martijn Krabbé bekend dat er een derde seizoen kwam en dat de aanmelding ervoor was geopend. Daarna werden in de maanden mei, juni en juli van 2012 kandidaten uitgenodigd voor de producerauditie. De "Blind Auditions" vonden daarna plaats in augustus in studio 24. In studio 24 kon De Mol een echt decor bouwen, dat meer leek op de buitenlandse versie van de show. Ook de stoelen van de vier coaches werden beter en mooier en waren kopieën van de stoelen uit de Amerikaanse versie.

### The Battle
The Battles werden dit seizoen niet op het Westergasfabriek gehouden, maar in studio 24. Nieuw was dat de coaches zich tijdens de Battle konden omdraaien (van de kandidaten af) om zo de hulp van de secondant te kunnen inschakelen. De secondant van Trijntje Oosterhuis was haar broer Tjeerd Oosterhuis. Marco Borsato, VanVelzen en Nick & Simon hadden net als de voorgaande seizoenen hulp van Ton Dijkman, Holger Schwedt en Gordon Groothedde.
Daarnaast kende dit seizoen ook geen "Sing-Off" meer. Wanneer een kandidaat The Battle eenmaal had gewonnen, was hij of zij ook direct door naar de liveshows.